# Alex Meret
Alex Meret (ur. 22 marca 1997 w Udine) – włoski piłkarz występujący na pozycji bramkarza we włoskim klubie SSC Napoli oraz w reprezentacji Włoch.

## Życiorys
Jest wychowankiem Udinese Calcio. W latach 2014–2019 był zawodnikiem seniorskiego zespołu tego klubu. Od 14 lipca 2016 do 30 czerwca 2019 przebywał na wypożyczeniu w SPAL 2013. W barwach tego klubu 28 stycznia 2018 zadebiutował w Serie A – miało to miejsce w zremisowanym 1:1 meczu z Interem Mediolan. 5 lipca 2018 został wypożyczony na rok do SSC Napoli, a 1 lipca 2019 został piłkarzem tego klubu na zasadzie transferu definitywnego. Kwota wyniosła 22 miliony euro.

## Sukcesy

### SPAL
- Mistrzostwo Serie B: 2016/2017

### SSC Napoli
- Mistrzostwo Włoch: 2022/2023
- Puchar Włoch: 2019/2020

### Reprezentacyjne
- Mistrzostwo Europy: 2020
- Wicemistrzostwo Europy U-19: 2016

### Indywidualne
- Bramkarz roku w Primavera: 2014/2015
- Drużyna turnieju Mistrzostw Europy U-19: 2016
- Bramkarz sezonu w Serie B: 2016/2017